# Lago Wizard
O lago Wizard é um lago localizado ao sul de Calmar, Alberta, Canadá. É um popular local de recreação, devido à sua proximidade com a cidade de Edmonton.